# Shen

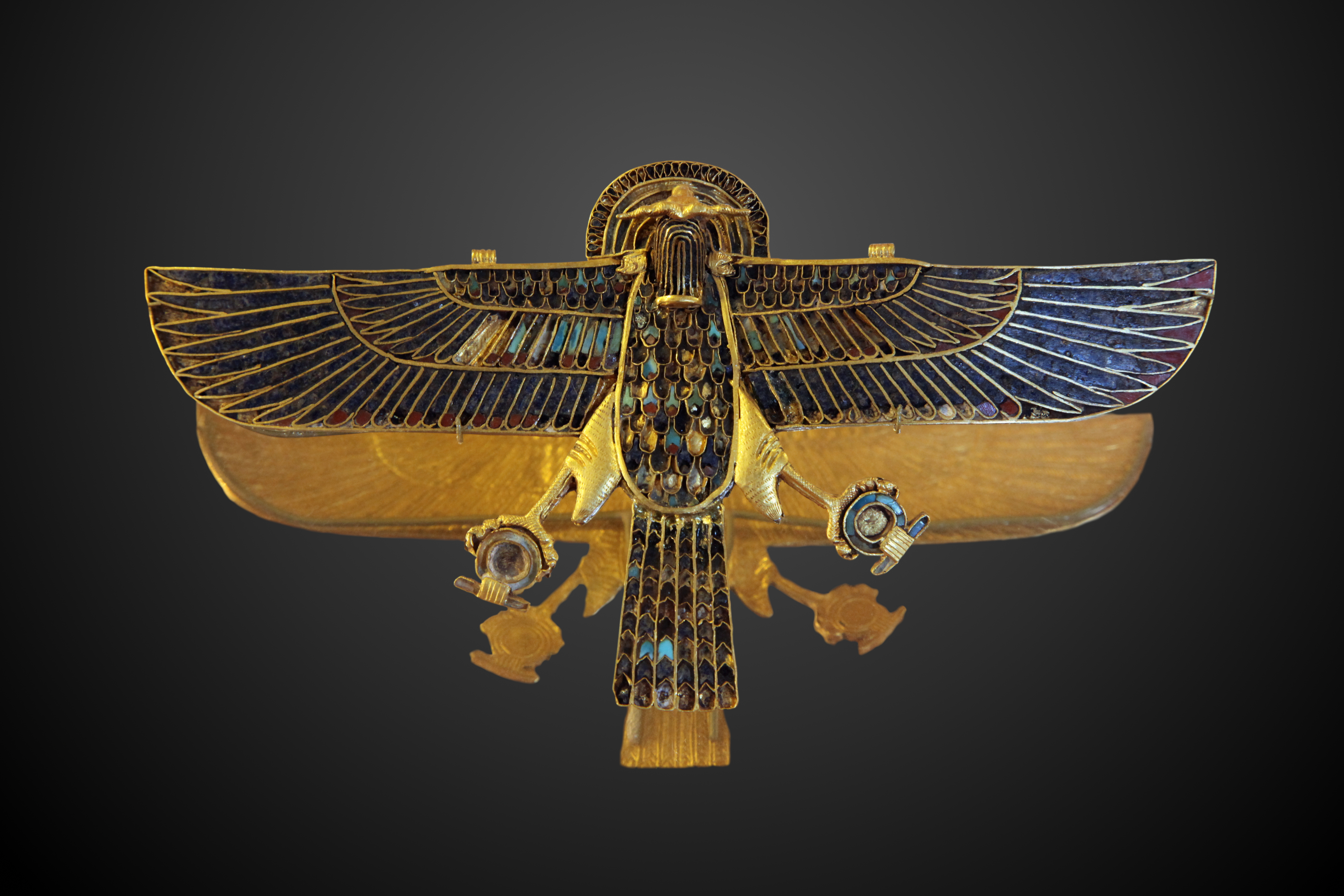
Amuleto: halcón con cabeza de carnero que porta en sus garras el símbolo shen. Reino de Ramsés II. Museo del Louvre.

Un shen, anillo shen o shenu se representaba en jeroglíficos egipcios como un bucle estilizado de una cuerda anudada (una circunferencia con un segmento tangente). 
La palabra «shen» significaba, en el Antiguo Egipto, «rodear», y representaba la protección eterna. Como símbolo en forma de anillo anudado, representaba también lo ilimitado, lo que no tiene principio ni fin. 
Suele ir en amuletos, o estar grabado en los muros de las tumbas o templos. Como elemento de protección y regeneración se grababa en la superficie de los sarcófagos.
El shen lo suele portar el dios halcón Horus o la diosa buitre Nejbet. Ya se usaba durante la Dinastía III, donde se puede ver en los relieves del complejo de la pirámide escalonada del faraón Dyeser.

## El shen alargado: el cartucho
| V9 | \| \| | V10 |
|    |       |     |

|  |

| V9 | \| \| | V10 |
|    |       |     |

|  |

El jeroglífico shen, con forma alargada, podía contener nombres a los que protegía eternamente. Se convirtió así en el cartucho egipcio que encerraba y protegía el nombre del faraón, o el nombre de una divinidad.

## Iconografía

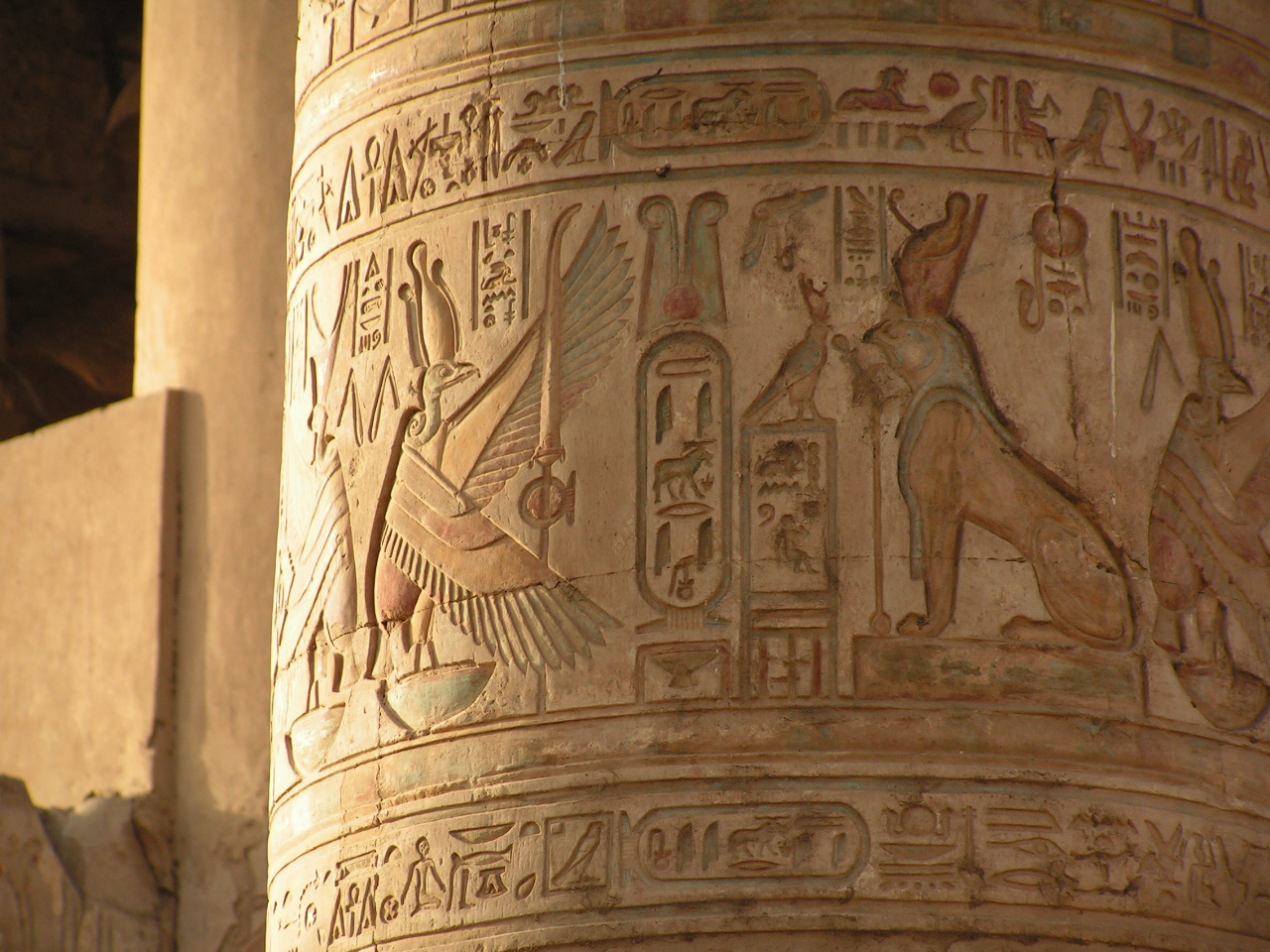
Kom Ombo, Diosa Nejbet, bastón con shen.

- La diosa rana Heqet está sentada a menudo sobre un shen.
- El renpet, un tallo de papiro curvado en la parte superior, con un anillo protector shen, era el símbolo de la Eternidad. Asociado al dios Huh, se representaba sujetando en cada mano un tallo de palmera sobre un shen, representando la infinitud. Un famoso dintel de Sesostris I tiene un relieve con esta representación.
- El shen suele portarse en diferentes tipos de bastones, simbolizando la autoridad eterna de ese poder.
- Tanto la diosa Isis como la diosa Nejbet se representan a menudo reclinadas, con sus manos descansando sobre un shen.
- El halcón (Horus), la diosa buitre Mut y el ave que simboliza el ba del difunto tienen el shen entre sus garras y las alas extendidas. "Horus con las alas extendidas", con el shen entre sus garras, es un ejemplo de un broche pectoral del Museo del Louvre, posiblemente elaborado para la realeza.
- El shen simbolizaba también el recorrido del sol y su identificación con la diosa Hathor se debe a que solía representar el cielo. Algunos autores lo han relacionado con un símbolo uterino de la dualidad cosmogónica y de la realeza de la diosa.

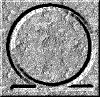
Anillo Shen.
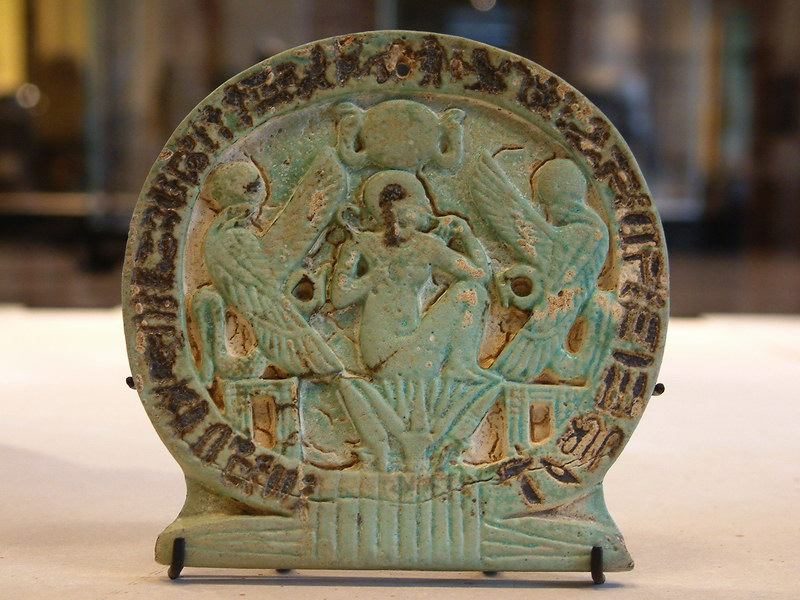
Motivo circundado por un anillo shen. Louvre.
El dios Huh portando tallos con dos shen.
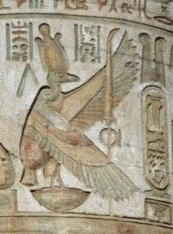
Detalle de un pilar en el Templo de Kom Ombo.
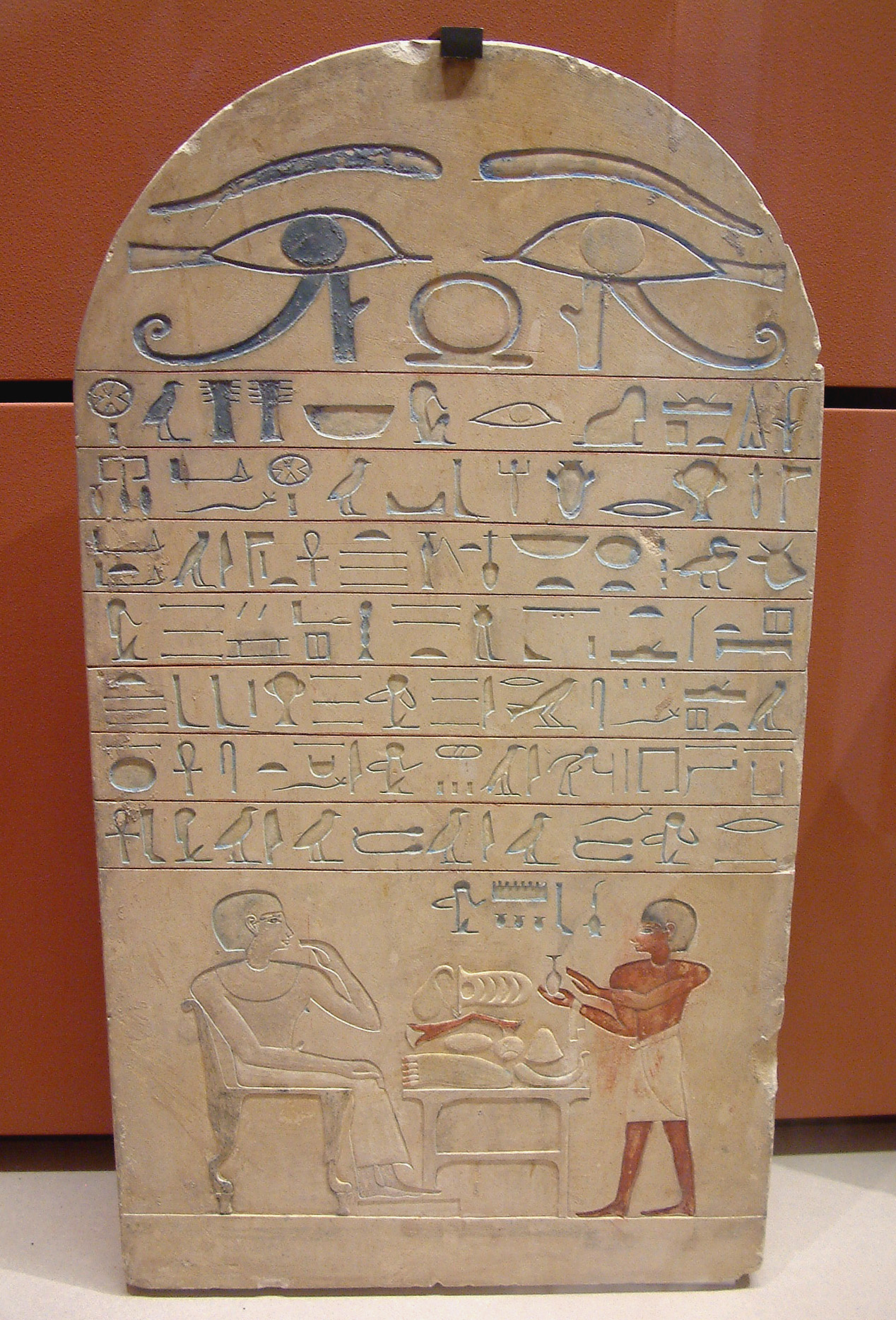
Estela del Louvre.
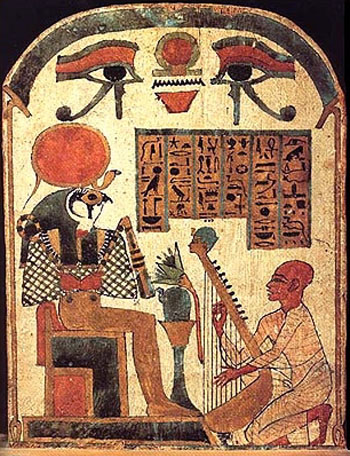
Estela del arpista ante el dios Ra-Horajti. Tercer Período Intermedio.